# Elek Lajos
Elek Lajos (Ógyalla-Zöldállás, 1921. október 9. – Ógyalla-Zöldállás, 2007. július 25.) plébános.

## Élete
1941-ben került az esztergomi papi szemináriumba.
A teológia befejezése után 1946. június 23-án szentelték pappá. Káplánként szolgált Ógyallán, 1947-ben Galántán, majd Léván, 1948-ban ismét Ógyallán, ahol helyettes gondnok volt. 1949-1951 között Komáromszentpéter adminisztrátora. 1951-től katonai szolgálaton volt a politikailag megbízhatatlannak ítélt nehéz kényszermunkára használt alakulatoknál (PTP – Pomocné technické prápory). Ekkor hivatalosan Pöstyénben volt káplán. Az 1954-es amnesztiát követően lett káplán, majd adminisztrátor Ipolynyéken, 1963-1967 között Nyárasdon, majd 1967-től 1997-es nyugdíjba vonulásáig Nyitranagykéren.
1998-2001 között kisegítő lelkész Udvardon, 2001-2004 Nyitranagykéren, 2004-2006 között Nagycétényben. 2006 után már nem vállalt szolgálatot és hamarosan elhunyt.

## Művei
- 1993 Nyitranagykér – Település- és plébániatörténet. Magyar egyháztörténeti vázlatok 5/3-4, 71-82.